# ベビーサンローズ
ベビーサンローズ（学：Mesembryanthemum cordifolium）は、ハマミズナ科メセンブリアンセマム属に含まれる植物。和名はハナツルソウ、ハナヅルソウ（花蔓草）と言い、旧学名からアプテニアとも呼ばれる。同属にはアイスプラントが含まれる。

## 概要
南アフリカ共和国原産の多年草で多肉質な茎葉を持つ。アメリカ西海岸、地中海沿岸、南アメリカ大陸のアンデス山脈山麓の低地に帰化している。花はハマミズナ科によく見られるキク科の花に似た頭状花序を付けるが、マツバギクやデロスペルマ属の種に比べて花はやや小ぶりであり、舌状花の数も多い。温度と日照が確保されていれば花は周年開花する（四季咲き性）。花色は桃色やピンク色がある。葉は心臓型（心形）で、多肉質で厚みがあり、ややざらつく。葉柄と葉身は一体化しており、乾燥すると茶色く小さくなって萎む。葉に覆輪の斑が入る種は、低温環境下に置かれると、葉縁の斑が桃色に紅葉する。茎は、やや四角形で角張り地面を這う。茎の節から根を出す場合もある。日本への渡来時期は不明である。

## 栽培方法
植え付けは春頃に行う。同科のマツバギクやベルゲランサスと同じく非常に剛健な性質を持ち、ほとんどの場所で成育できる。耐寒性、耐暑性にも優れ、しばしば家の花壇や樹木の下草等に利用される。ただ、一般的な多肉植物よりかは乾燥に弱く、夏は水切れで葉が萎れてしまう事もあるので水切れに気を付けて栽培を行う。花も日当たりの良い場所ではないとうまく開花しないので注意。生育期の春〜秋にかけては挿し芽で容易に繁殖が可能である。7月19日の誕生花であり、花言葉には「愛情」「淡い恋心」がある。

## 名称について
属名Mesembryanthemumの由来は、Mesembria（正午）＋Anthemum（花）の合成語であり、メセンブリアンセマム属の花が開花する時間帯が正午に近い時間帯である事にちなむ。種小名のcordifoliumは、Cordia（心臓）＋Folia（葉）の合成語で、本種の葉の形状からきている。

## 利用
剛健で場所を選ばず成育できる性質からグランドカバーに利用される。また、アイスプラントと同じく、本種は食べることもでき、植物体にはビタミンCやカルシウム、ミネラルなどが豊富に含まれている。風味はシャキシャキしており若干の酸味がある。ただし、市販の苗や道ばたに自生する個体は農薬や有害物質の付着が認められる恐れがあるので、できれば自身で長らく栽培したものを食べるのが望ましい。

## ギャラリー

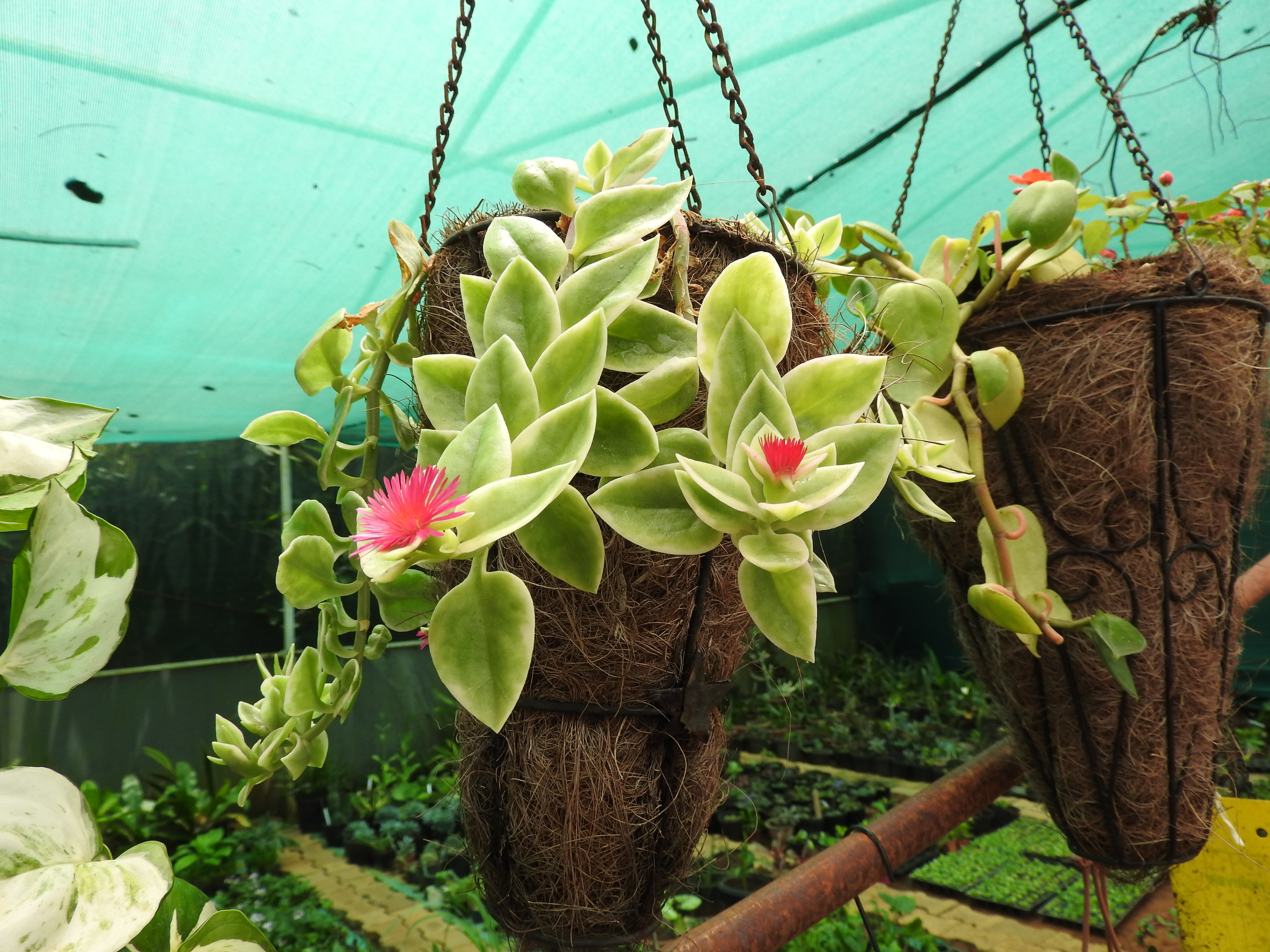
斑入りの種は白覆輪花蔓草（シロフクリンハナツルソウ）とも呼ばれる。
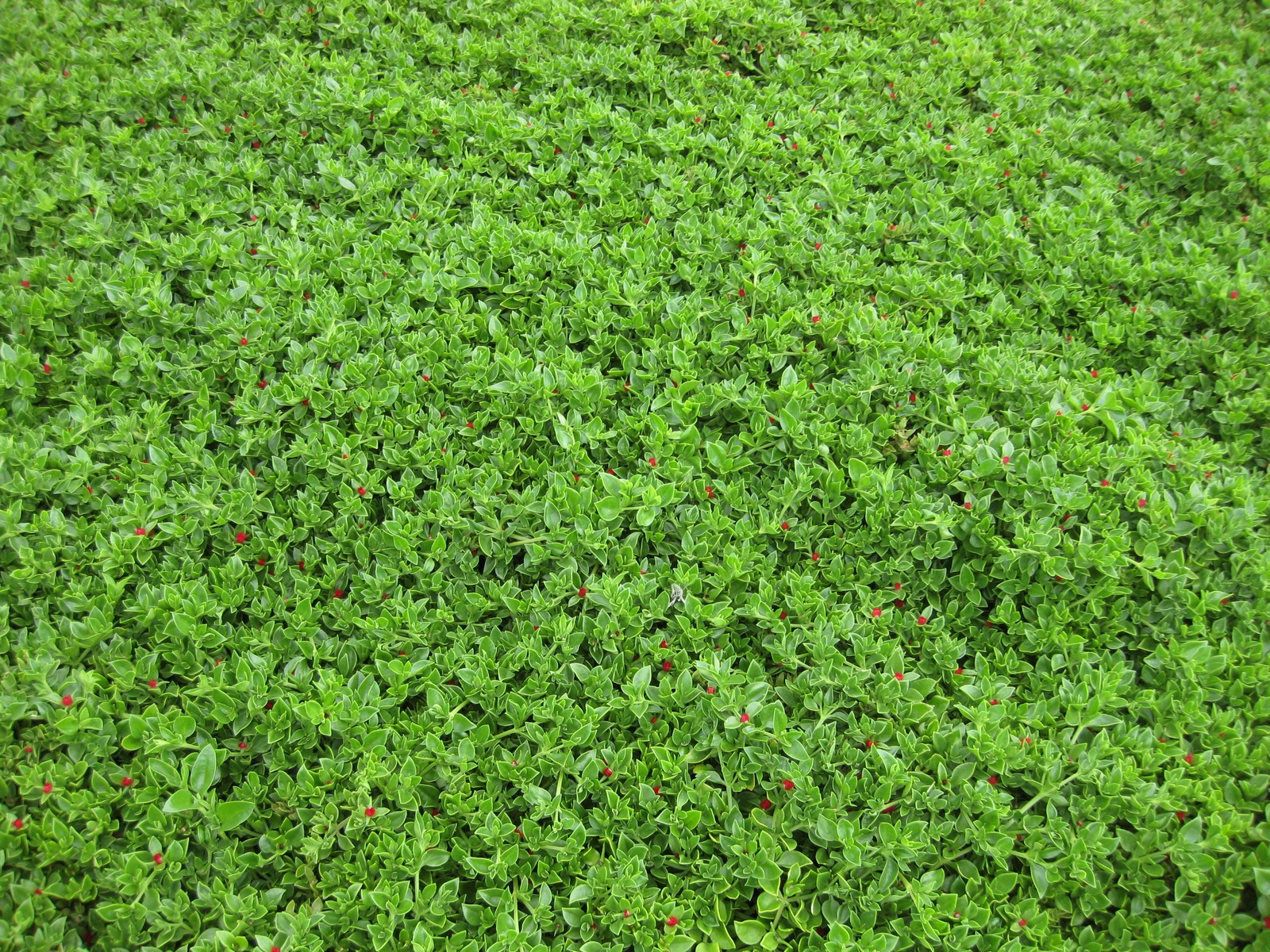
絨毯のように広がった姿
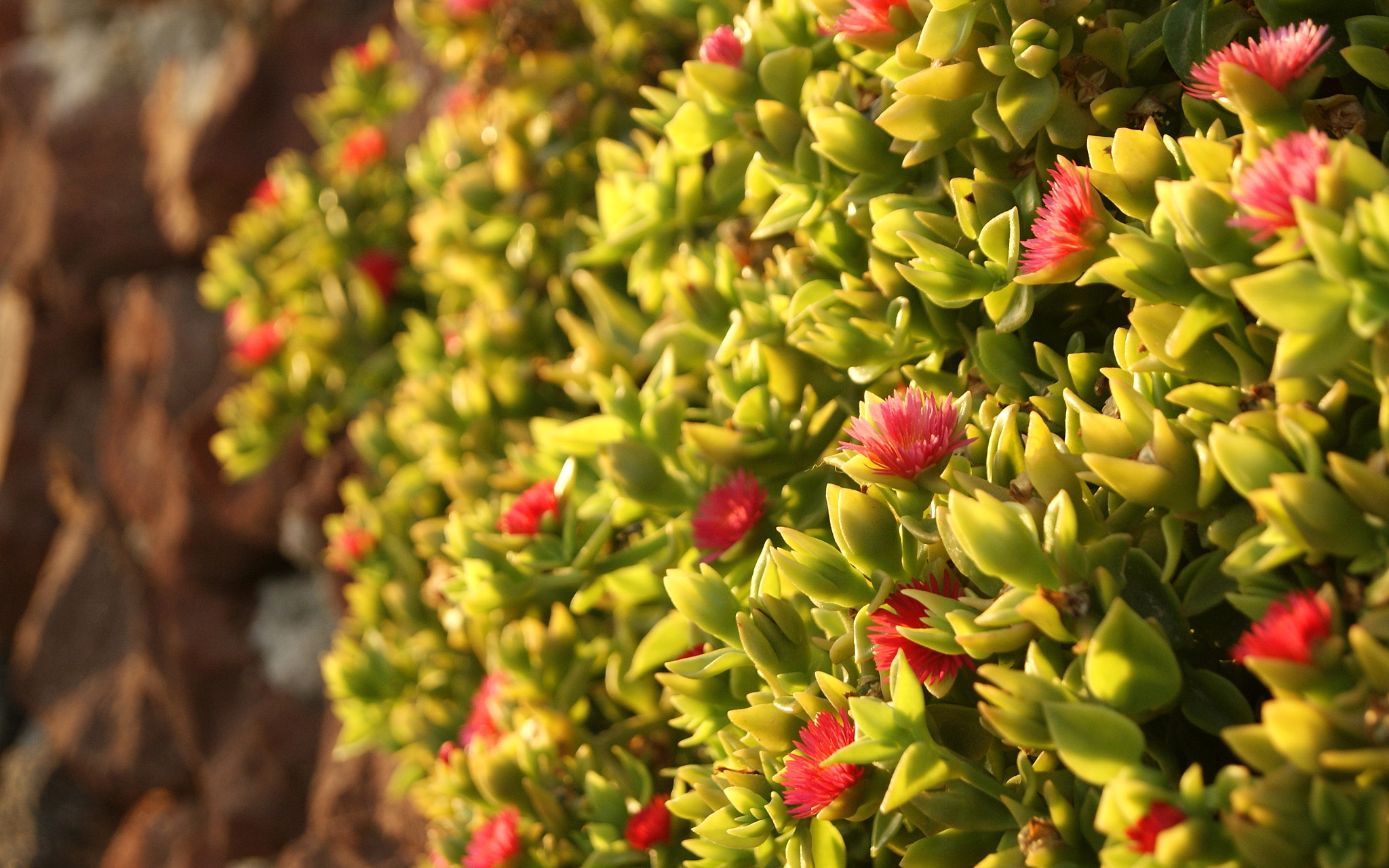
低温に当たると葉はやや黄葉する。